# Maconnèn Uoldemicaèl
Maconnèn Uoldemicaèl, meglio noto come ras Maconnèn, o con il suo nome da cavaliere Abba Qagnew (Scioa, 9 maggio 1852 – Regione di Harar, 21 marzo 1906), è stato un generale e politico etiope, padre di Tafarì Maconnèn, futuro imperatore d'Etiopia con il nome di Hailé Selassié.

## Biografia
Nato a Derefo Mariàm, vicino Ancober, dal fitaurari (barone) Uoldomicaèl Guddessa, apparteneva alla dinastia Salomonide in quanto nipote per parte di madre del negus dello Scioa, Salila Selassiè, nonché primo cugino di Sahle Mariàm, futuro imperatore d'Etiopia con il nome di Menelik II. La collaborazione con quest'ultimo, nata fin dall'età di 14 anni, quando Maconnen venne condotto dal padre alla corte di Menelik, sarà lunga e profonda, tanto che i due saranno definiti "i costruttori dell'Etiopia del XX secolo".
Nel 1887 ottenne il governo della regione di Harar, da poco annessa all'Impero etiopico per opera del predecessore di Menelik, Giovanni IV d'Etiopia; durante questo periodo divenne amico intimo del poeta Arthur Rimbaud, che allora viveva e faceva affari nella provincia. Tra il 29 settembre e il 4 dicembre 1889, Maconnen si recò in Italia alla guida di una delegazione diplomatica etiope, incaricata di firmare un protocollo addizionale al trattato di Uccialli, firmato il 2 maggio precedente; Maconnen fu il primo membro della famiglia reale etiopica a recarsi in Europa.
Ebbe un ruolo di rilievo nella guerra d'Abissinia tra l'impero e il Regno d'Italia, durante la quale comandò l'avanguardia del principale esercito etiope; vinse la battaglia dell'Amba Alagi il 7 dicembre 1895 e contribuì all'assedio di Macallè nel gennaio del 1896, per poi giocare un ruolo rilevante nella grande vittoria etiope nella battaglia di Adua, scontro che decise la campagna in favore dell'impero. Nel 1899 governò temporaneamente anche sulla regione dei Tigrè dopo la rimozione del suo legittimo sovrano, ras Mangascià, ostile a Menelik.
Nel 1902, agendo in qualità di ministro degli esteri de facto dell'impero etiope, presenziò all'incoronazione del re Edoardo VII del Regno Unito, per poi partecipare ad un lungo viaggio diplomatico in Italia, Francia, Turchia e Germania, durante il quale ricevette numerose decorazioni straniere. Nel 1906, mentre si trovava in viaggio tra Harrar ed Addis Abeba, contrasse il tifo, malattia che ne provocò la morte a Kulubi il 21 marzo 1906.

## Vita familiare
Intorno al luglio del 1873, Maconnèn sposò Yeshimebet Ali, donna di etnia Oromo e misto Guraghé. Nel 1875 nacque il primo figlio, Ilma Maconnèn, la cui madre tuttavia non era Yeshimebet. Nel 1892 Yeshimebet partorì il secondo figlio, Tafarì Maconnèn. Nel 1901, dopo la morte di Yeshimebet Ali, Maconnen fu brevemente sposato con una nipote dell'imperatrice Taitù Batùl, uoizerò Mentewab Wale; il matrimonio Maconnen di Mentewab Wale non fu mai consumato e, nel 1902, venne annullato.